# Giacomo Violardo
Giacomo Violardo (né le 10 mai 1898 à Govone, dans la province de Coni, au Piémont, dans le nord-est de l'Italie et mort le 17 mars 1978 à Rome) est un cardinal italien de la curie romaine.

## Biographie
Giacomo Violardo est ordonné prêtre le 29 juin 1923 pour le diocèse de Rome. Il rejoint la curie romaine le 2 avril 1962 comme secrétaire de la commission pontificale pour l'interprétation du code de droit canon.
Devenu secrétaire de la congrégation pour la discipline des sacrements le 26 janvier 1965, il est nommé archevêque in partibus de Satafi (de) le 19 février 1966 et est consacré le 19 mars suivant par le pape Paul VI en personne. 
Il est créé cardinal par le pape Paul VI lors du consistoire du 28 avril 1969 avec le titre de cardinal-diacre de S. Eustachio.